# Cantonul Campagnac
Cantonul Campagnac este un canton din arondismentul Millau, departamentul Aveyron, regiunea Midi-Pyrénées, Franța.

## Comune
| Comune                  | Populație (1999) | Cod poștal | Cod INSEE |
| ----------------------- | ---------------- | ---------- | --------- |
| Campagnac               | 452              | 12560      | 12047     |
| La Capelle-Bonance      | 89               | 12130      | 12055     |
| Saint-Laurent-d'Olt     | 647              | 12560      | 12237     |
| Saint-Martin-de-Lenne   | 219              | 12130      | 12239     |
| Saint-Saturnin-de-Lenne | 353              | 12560      | 12247     |